# 棚沢直子
棚沢 直子（たなさわ なおこ、1943年〈昭和18年〉1月3日 - ）は、日本のフランス文学者。東洋大学名誉教授。
東京大学文学部フランス語フランス文学科卒業。パリ・ソルボンヌ大学17世紀フランス文学博士課程ＤＥＡ取得。
銀河 (航空機)、特攻機桜花 (航空機)、初代新幹線0系電車、初代小田急電鉄ロマンスカー3000形の設計者である三木忠直の二女。

## 来歴
1943年、神奈川県鎌倉市に、海軍技術少佐・航空および鉄道技術者の三木忠直を父として生まれる。1965年に東京大学文学部仏文科を卒業。1977年にパリ第4大学大学院DEAを取得後、1978年に東洋大学専任講師となる。以後、助教授、教授を経て、2014年に名誉教授となる。2005年フランス共和国パルム・アカデミック受賞。
現在でも精力的に活動をし、2023年4月には空技廠に勤務していた元台湾少年工で三木忠直氏と親交があった東俊賢氏の企画により、娘である棚沢直子が台湾で「新幹線の父　三木忠直」と題し、三木氏の功績を講演。現地で大きな反響を呼ぶ
。

## 書籍

### 著書・編著
- 『フランスには、なぜ恋愛スキャンダルがないのか? "哲学の国"の恋愛論』（草野いづみとの共著）はまの出版、1995年（のち角川文庫）
- 『女たちのフランス思想』（編著）勁草書房、1998年
- 『フランスから見る日本ジェンダー史 権力と女性表象の日仏比較』（中嶋公子と共編）新曜社、2007年
- 『日本とフランスのあいだで 思想の軌跡』 御茶の水書房、2017年8月

### 翻訳
- リュース・イリガライ『ひとつではない女の性』（中嶋公子・小野ゆり子と共訳）勁草書房、1987年11月
- J.クリステヴァ『女の時間』（天野千穂子と共編訳）勁草書房、1991年

### 取材協力
- 「鉄道 ザ・プロジェクト」第50号　鉄道技術者 三木忠直（デアゴスティーニ・ジャパン）2022年10月